# سولفنامید

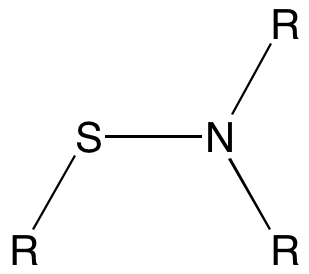
ساختار گروه سولفنامید

سولفنامیدها دسته ای از ترکیبات آلی گوگرددار هستند که با فرمول عمومی RSNR'۲ مشخص می‌شوند، که در آن R و R' می‌توانند هیدروژن، آلکیل یا آریل باشند. سولفنامیدها به‌طور گسترده در ولکانش لاستیک با استفاده از گوگرد، بکار می‌رود. سولفنامیدها به ترکیبات اکسید شده سولفینامیدها (RS(O)NR'۲) و سولفونامیدها (RS(O)۲NR'۲) مربوط می‌شوند.